# Wydział Matematyki i Informatyki Uniwersytetu Łódzkiego
Wydział Matematyki i Informatyki Uniwersytetu Łódzkiego – jeden z dwunastu wydziałów Uniwersytetu Łódzkiego. Jego siedziba znajduje się przy ul. Banacha 22 w Łodzi.

## Kierunki kształcenia
Dostępne kierunki:

### Studia stacjonarne
- Analiza Danych (studia I i II stopnia)
- Informatyka (studia I i II stopnia)
- Matematyka (studia I i II stopnia)

### Studia niestacjonarne
- Analiza danych (studia I stopnia – inżynierskie)
- Informatyka (studia I i II stopnia)
- Matematyka (studia II stopnia)

### Studia podyplomowe
- Analiza Danych i Data Mining
- Informatyka

## Władze wydziału
W kadencji 2020–2024:
| Stanowisko                                        | Imię i nazwisko              |
| ------------------------------------------------- | ---------------------------- |
| Dziekan                                           | dr hab. Grażyna Horbaczewska |
| Prodziekan ds. kształcenia i studentów            | dr Monika Bartkiewicz        |
| Prodziekan ds. finansowych                        | dr hab. Marek J. Śmietański  |
| Prodziekan ds. nauki i współpracy z zagranicą     | dr hab. Aleksandra Orpel     |
| Prodziekan ds. promocji i współpracy z otoczeniem | dr hab. Marek Majewski       |

## Struktura organizacyjna
| Katedra                                                    | Kierownik                              |
| ---------------------------------------------------------- | -------------------------------------- |
| Katedra Algorytmów i Baz Danych                            | dr hab. Marek J. Śmietański            |
| Katedra Analizy Matematycznej i Teorii Sterowania          | prof. dr hab. Andrzej Maria Nowakowski |
| Katedra Analizy Nieliniowej                                | prof. dr hab. Wojciech Banaszczyk      |
| Katedra Funkcji Analitycznych i Równań Różniczkowych       | prof. dr hab. Stanisław Spodzieja      |
| Katedra Funkcji Rzeczywistych                              | dr hab. Małgorzata Filipczak           |
| Katedra Geometrii                                          | dr hab. Andrzej Biś                    |
| Katedra Geometrii Algebraicznej i Informatyki Teoretycznej | prof. dr hab. Tadeusz Krasiński        |
| Katedra Informatyki Stosowanej                             | prof. dr hab. Stanisław Goldstein      |
| Katedra Metodyki Nauczania Matematyki                      | prof. dr hab. Ryszard Pawlak           |
| Katedra Równań Różniczkowych i Informatyki                 | prof. dr hab. Dariusz Idczak           |
| Katedra Teorii Prawdopodobieństwa i Statystyki             | dr hab. Andrzej Komisarski             |